# Polnische Fußballnationalmannschaft
Die polnische Fußballnationalmannschaft (polnisch Reprezentacja Polski w piłce nożnej) ist die Fußballauswahl des mitteleuropäischen Landes Polen und repräsentiert offiziell den polnischen Fußballverband. Ihre bisher größten Erfolge sind unter anderem der Olympiasieg 1972 sowie zwei Drittplatzierungen bei den Fußball-Weltmeisterschaften 1974 und 1982.

## Geschichte

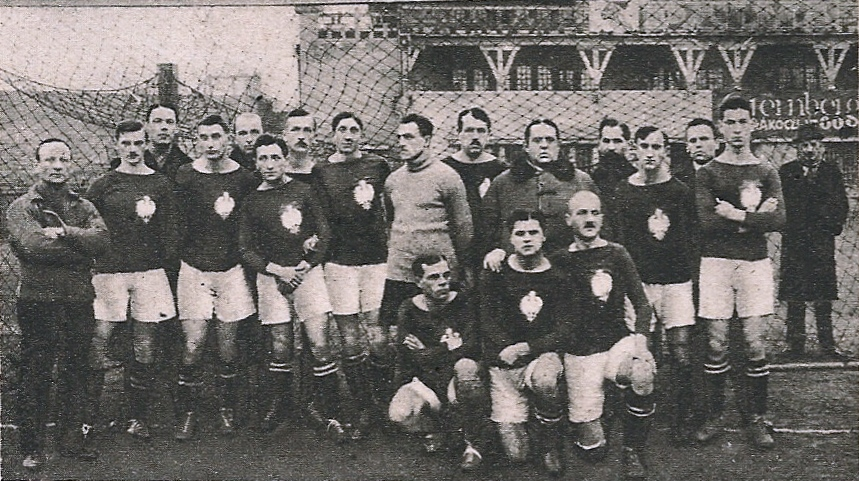
Die polnische Fußballnationalmannschaft 1921

Obwohl die ersten polnischen Fußballvereine ab 1903 entstanden, wurde aufgrund der politischen Situation im geteilten Polen und des Ersten Weltkrieges der polnische Fußballverband (poln. Polski Związek Piłki Nożnej, kurz PZPN) erst 1919 gegründet. Beim Gründungskonvent in Warschau wurde neben der Errichtung einer polnischen Fußballliga zugleich auch die Bildung einer ersten Fußballnationalmannschaft beschlossen, die an den Olympischen Sommerspielen 1920 in Antwerpen teilnehmen sollte. In Folge des Polnisch-Sowjetischen Krieges zwischen 1919 und 1921 wurden die Pläne jedoch wieder verworfen. Das erste Inaugurationsspiel der polnischen Fußballauswahl konnte schließlich 1921 in Budapest gegen die ungarische Fußballnationalmannschaft stattfinden. 1923 trat der PZPN der FIFA bei und trägt seitdem offiziell Länderspiele aus. Ihre erste Turnierteilnahme bewältigte die polnische Fußballnationalmannschaft bei den Olympischen Sommerspielen 1924 in Paris.
Während der deutschen Besatzung im Zweiten Weltkrieg war den Polen das Fußballspielen verboten und der PZPN wurde von den deutschen Besatzungsbehörden für aufgelöst erklärt. Insgesamt neun frühere polnische Nationalspieler wurden von den Nationalsozialisten ermordet: Marian Einbacher, Stefan Fryc, Józef Klotz, Adam Knioła, Zygmunt Krumholc, Antoni Łyko, Leon Sperling, Bronisław Makowski und Zygmunt Steuermann. Die Nationalspieler Adam Kogut und Marian Spoida wurden als Offiziere der polnischen Streitkräfte beim Massaker von Katyn vom sowjetischen Geheimdienst NKWD erschossen. Das erste Länderspiel nach dem Zweiten Weltkrieg fand 1947 in Oslo gegen die norwegische Fußballnationalmannschaft statt.
Polen nahm bislang neunmal an Fußball-Weltmeisterschaften teil, wobei die bisher erfolgreichste Zeit des polnischen Fußballs in den 1970er Jahren war. Ihren bis heute größten Erfolg erreichte die polnische Fußballnationalmannschaft, als sie unter ihrem langjährigen Trainer Kazimierz Górski bei den Olympischen Sommerspielen 1972 in München Fußballolympiasieger wurde. Zwei Jahre später erreichte die Fußballauswahl bei der Fußball-Weltmeisterschaft 1974 in Deutschland den dritten Platz; ein Ergebnis, das sie 1982 in Spanien wiederholen konnte. Zwei weitere olympische Silbermedaillen kamen 1976 in Montreal und 1992 in Barcelona hinzu.
Hingegen liefen die Qualifikationen zu Fußball-Europameisterschaften für lange Zeit wenig erfolgreich. Auch während der goldenen Ära der 1970er Jahre konnte sich keine polnische Fußballauswahl qualifizieren. Erst die Qualifikationsrunde zur Fußball-Europameisterschaft 2008 in Österreich und der Schweiz brachte die erstmalige Qualifikation. Bei der Fußball-Europameisterschaft 2012 war die Mannschaft als Gastgeber neben der Ukraine automatisch qualifiziert. Auch die Qualifikationsrunden zur Fußball-Europameisterschaft 2016 und 2021 konnten die Polen erfolgreich abschließen.

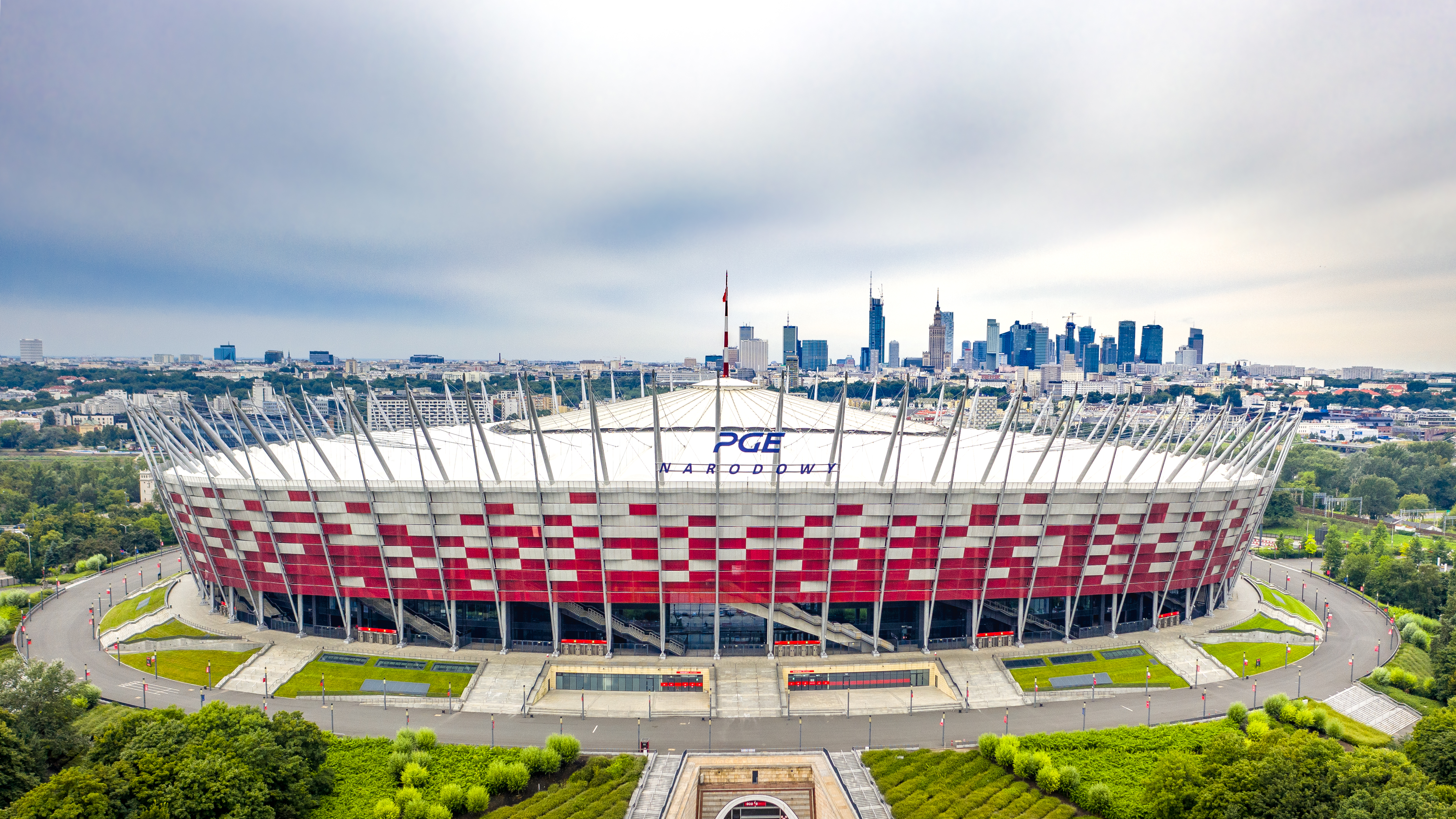
Heimstadion PGE Narodowy in Warschau

Die 13 Spieler die im Kader für das allererste Länderspiel gegen Ungarn am 18. Dezember 1921 standen:
| Spieler            | Verein           | Spiele | Tore |
| ------------------ | ---------------- | ------ | ---- |
| Jan Loth           | Polonia Warschau | 5      | 0    |
| Abwehr             |                  |        |      |
| Ludwik Gintel      | KS Cracovia      | 12     | 0    |
| Artur Marczewski   | Polonia Warschau | 1      | 0    |
| Mittelfeld         |                  |        |      |
| Stanisław Cikowski | KS Cracovia      | 9      | 0    |
| Stefan Loth        | Polonia Warschau | 1      | 0    |
| Zdzisław Styczeń   | KS Cracovia      | 5      | 0    |
| Tadeusz Synowiec   | KS Cracovia      | 8      | 0    |
| Angriff            |                  |        |      |
| Mieczysław Batsch  | Pogoń Lemberg    | 12     | 9    |
| Marian Einbacher   | Warta Posen      | 1      | 0    |
| Józef Kałuża       | KS Cracovia      | 16     | 7    |
| Wacław Kuchar      | Pogoń Lemberg    | 23     | 5    |
| Stanisław Mielech  | KS Cracovia      | 2      | 0    |
| Leon Sperling      | KS Cracovia      | 16     | 2    |

## Teilnahmen Polens an der Fußball-Weltmeisterschaft
| 1930 in Uruguay        | nicht teilgenommen                      |
| 1934 in Italien        | während der Qualifikation zurückgezogen |
| 1938 in Frankreich     | Achtelfinale                            |
| 1950 in Brasilien      | nicht teilgenommen                      |
| 1954 in der Schweiz    | vor der Qualifikation zurückgezogen     |
| 1958 in Schweden       | nicht qualifiziert                      |
| 1962 in Chile          | nicht qualifiziert                      |
| 1966 in England        | nicht qualifiziert                      |
| 1970 in Mexiko         | nicht qualifiziert                      |
| 1974 in Deutschland    | 3. Platz                                |
| 1978 in Argentinien    | Zwischenrunde                           |
| 1982 in Spanien        | 3. Platz                                |
| 1986 in Mexiko         | Achtelfinale                            |
| 1990 in Italien        | nicht qualifiziert                      |
| 1994 in den USA        | nicht qualifiziert                      |
| 1998 in Frankreich     | nicht qualifiziert                      |
| 2002 in Südkorea/Japan | Vorrunde                                |
| 2006 in Deutschland    | Vorrunde                                |
| 2010 in Südafrika      | nicht qualifiziert                      |
| 2014 in Brasilien      | nicht qualifiziert                      |
| 2018 in Russland       | Vorrunde                                |
| 2022 in Katar          | Achtelfinale                            |

### Fußball-Weltmeisterschaft 1938 in Frankreich

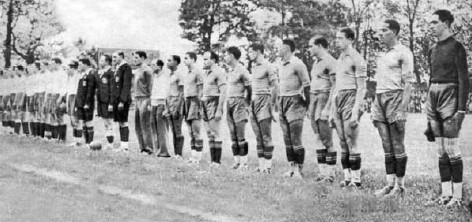
Polen 5:6 Brasilien (1938)

Die polnische Fußballnationalmannschaft scheiterte in der ersten Runde mit 5:6 nach Verlängerung an Brasilien. Das Spiel gilt als eines der besten und dramatischsten in der Turniergeschichte. Ernst Willimowski erzielte als erster Spieler in der Geschichte der Weltmeisterschaftsendrunde in diesem Spiel vier Tore.

### Fußball-Weltmeisterschaft 1974 in Deutschland

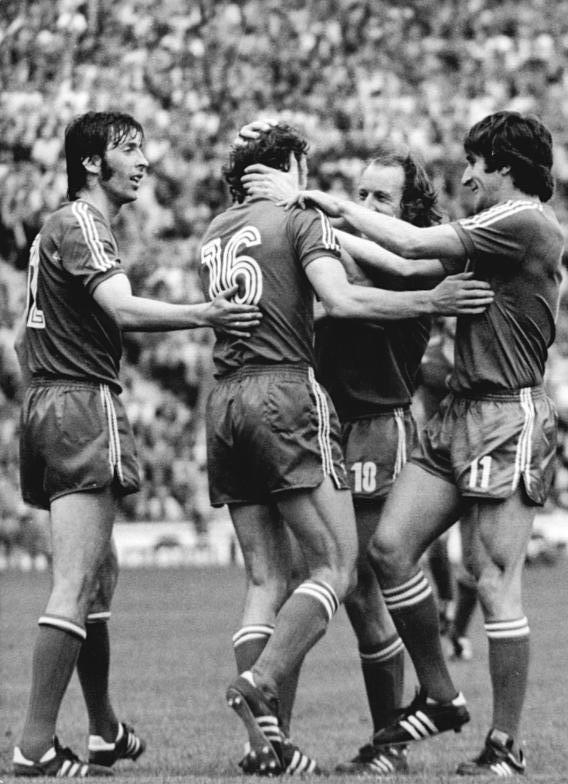
Polen feiert den Sieg gegen Brasilien

Polen qualifizierte sich für das Turnier mit einem Spiel gegen den Weltmeister von 1966 England. Ein bis heute in Polen gefeierter Nationalheld ist der damalige Torschütze von Wembley, Jan Domarski. Die Auslosung brachte allerdings nicht minder hochkarätige Gegner: Den Vize-Weltmeister von 1970 Italien, den Geheimfavoriten Argentinien und den Außenseiter Haiti. Das erste Spiel der Polen sorgte gleich dafür, dass die polnische Mannschaft mit kraftvollem Offensivfußball zu einer der beliebtesten Mannschaften des Turniers wurde. Argentinien wurde mit 3:2 besiegt. Nach einem ungefährdeten 7:0-Erfolg über Haiti warfen sie mit 2:1 den großen Favoriten Italien aus dem Turnier. In der Zweiten Finalrunde, die erstmals in Gruppen ausgetragen wurde, trafen die Polen auf den Gastgeber Deutschland, auf Schweden und Jugoslawien. Nach zwei knappen Siegen mit 1:0 über Schweden und 2:1 über Jugoslawien kam es zu einem echten Halbfinale gegen die ebenfalls bisher siegreiche deutsche Mannschaft. In der legendären Wasserschlacht von Frankfurt verlor die technisch bessere Mannschaft gegen Deutschland mit 0:1. Sie scheiterte nach 90-minütigem Anrennen auf das deutsche Tor vor allem an Sepp Maier. Es half auch nichts, dass Polen einen ebenbürtigen Torhüter aufweisen konnte. Jan Tomaszewski hielt in der 53. Spielminute einen Foulelfmeter von Uli Hoeneß.
Im Spiel um den dritten Platz gegen den Titelverteidiger Brasilien gewann Polen mit 1:0 durch ein Tor von Grzegorz Lato, der mit sieben Treffern auch Torschützenkönig des Turniers wurde.

### Fußball-Weltmeisterschaft 1978 in Argentinien

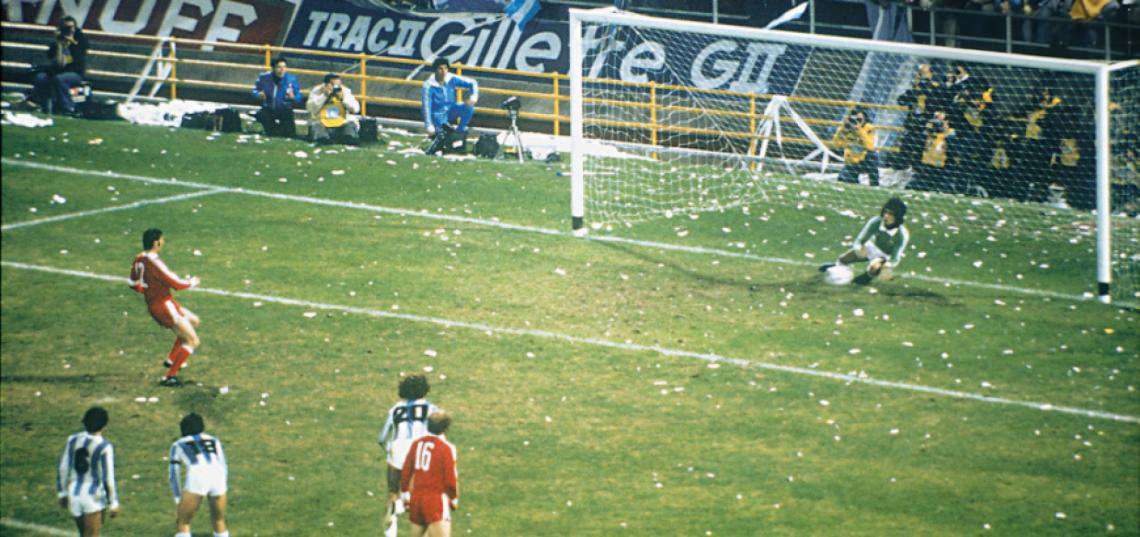
Ubaldo Fillol hält den Elfmeter des polnischen Spielführers Kazimierz Deyna

Nach den Erfolgen der letzten Weltmeisterschaft und den letzten beiden Olympischen Spielen war der Erfolgsdruck aus der Heimat für die polnische Mannschaft enorm. Man erwartete eine Steigerung des dritten Platzes von 1974. Dies war in Argentinien jedoch wesentlich schwieriger. Außerdem war die goldene Mannschaft auch einige Jahre älter geworden. Im Eröffnungsspiel gegen Weltmeister Deutschland war man zwar die bessere Mannschaft, kam aber über ein 0:0 nicht hinaus. Mit Siegen über Tunesien und Mexiko erreichte man als Gruppenerster die zweite Runde. Jedoch verlor man gegen Brasilien und Argentinien mit sehr viel Pech. Lediglich Peru konnte mit 1:0 besiegt werden.

### Fußball-Weltmeisterschaft 1982 in Spanien
Polen steckte 1982 in einer schweren politischen Krise. Im Dezember 1981 war der Kriegszustand durch General Wojciech Jaruzelski ausgerufen worden und in der Heimat hegte man keine großen Hoffnungen, als die Mannschaft nach Spanien aufbrach. Die ersten Gruppenspiele entsprachen dann auch dem Gemütszustand der gesamten Nation. Gegen Italien schien ein 0:0 zwar noch als Erfolg, doch das 0:0 gegen WM-Neuling Kamerun war eine Enttäuschung. Durch einen fulminanten 5:1-Sieg gegen Peru wurde man letztlich Gruppensieger. Dieser Sieg wirkte wie ein Befreiungsschlag, und in der zweiten Runde drehte die Mannschaft um ihren neuen Star Zbigniew Boniek dann erst richtig auf. Belgien wurde durch Boniek fast im Alleingang mit 3:0 geschlagen und gegen den Erzfeind Sowjetunion reichte ein 0:0 zum Einzug ins Halbfinale. Hier traf man erneut auf Italien, das jedoch ebenso wie Polen inzwischen aufgewacht war und nach Siegen über Brasilien und Argentinien Polen nicht mehr als Hürde empfand. So ging das Halbfinale mit 0:2 verloren. Im Spiel um den dritten Platz bezwang Polen dann Frankreich, das mit Michel Platini am Anfang einer großen Ära stand, mit 3:2. Platini und Boniek wurden später Klubkameraden bei Juventus Turin.
Das Unentschieden gegen die sowjetische Elf, bei dem Spruchbänder mit dem Logo der verbotenen Gewerkschaft Solidarność im Stadion zu sehen waren,  wurde als ein Kapitel des gewaltlosen Untergrundkampfes gegen das Parteiregime und die sowjetischen Besatzer gefeiert. Denn es führte zum Ausscheiden der Auswahl der UdSSR.

### Fußball-Weltmeisterschaft 1986 in Mexiko
1986 war man in Polen überzeugt davon, dass mit Boniek, einem der europäischen Superstars, eine weitaus schlagkräftigere Truppe beisammen war als noch 1982. Die Ernüchterung erfolgte im ersten Gruppenspiel gegen Marokko. Mehr als ein 0:0 sprang nicht heraus. Ein neuer Modus, der auch Drittplatzierten erlaubte in die nächste Runde zu kommen, sorgte für die Entscheidung im zweiten Spiel. Durch einen 1:0-Sieg über Portugal war eine Vorentscheidung für die Qualifikation zum Achtelfinale gefallen. Die 0:3-Niederlage gegen England fiel nicht mehr ins Gewicht. Jedoch war die Reise durch eine deutliche 0:4-Niederlage gegen den Top-Favoriten Brasilien bereits im Achtelfinale beendet. Es dauerte 16 Jahre, bis sich wieder eine polnische Nationalmannschaft für eine Fußball-WM qualifizieren konnte.

### Fußball-Weltmeisterschaft 2002 in Südkorea und Japan
Nach souveräner Qualifikation war die Euphorie bei den polnischen Fans riesig, doch erste Probleme tauchten bereits im Vorfeld der WM auf, als die Mannschaft Diskussionen über Werbegelder und Prämien führte. Ein außersportlicher Skandal war der Auftritt des polnischen Popstars Edyta Górniak. Sie sang vor dem ersten Spiel die polnische Nationalhymne in eigentümlichem Popstil, was große Diskussionen in Polen hervorrief. Das Spiel gegen den Co-Gastgeber Südkorea ging mit einem Paukenschlag 0:2 (0:1) verloren. Nach der deutlichen 0:4 (0:1)-Niederlage gegen Portugal war Polen dann bereits vorzeitig ausgeschieden. Der 3:1 (2:0)-Sieg über die USA war hochverdient und hätte sogar höher ausfallen können, hatte aber nur noch statistischen Wert. In der Abschlusstabelle der Gruppe D belegte Polen mit 3 Punkten und 3:7 Toren aus 3 Spielen den vierten und letzten Platz.

### Fußball-Weltmeisterschaft 2006 in Deutschland

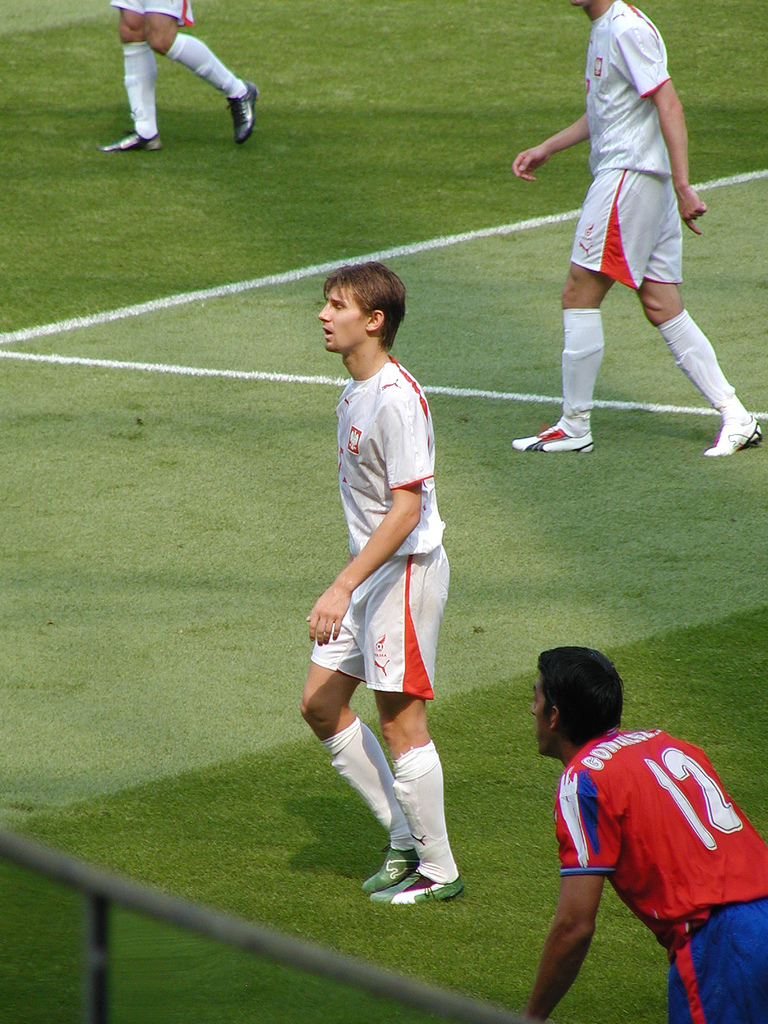
Ebi Smolarek im Spiel gegen Costa Rica

Polen war für die Weltmeisterschaft als einer der beiden besten Gruppenzweiten der acht europäischen Qualifikationsgruppen qualifiziert. Von den zehn Gruppenspielen gingen nur zwei verloren, beide gegen den späteren Gruppensieger England. Dies schürte große Hoffnungen bei den polnischen Fußballfans, nach der Enttäuschung der letzten WM endlich wieder an große Zeiten anzuknüpfen. Jedoch zerstörte die überraschende Auftaktniederlage gegen Ecuador sämtliche Hoffnungen auf eine erfolgreiche WM. Gereist war nach Deutschland eine fast vollständig andere Mannschaft im Vergleich zu den Spielern der Qualifikationsrunde. Das Spiel gegen Ecuador wurde mit 0:2 (0:1) verloren, nachdem Polen in der Defensive nicht immer sattelfest war und in der Offensive teilweise rat- und ideenlos agierte und am Ende mit zwei Lattentreffern auch noch das Pech hinzukam. Das zweite Spiel gegen den Gastgeber Deutschland ging mit 0:1 (0:0) verloren. Polen konnte zwar bis in die Nachspielzeit mit Glück und dank ihres Torwarts Artur Boruc das 0:0 halten, nachdem allerdings Sobolewski zu Beginn der Schlussphase nach einem taktischen Foul die zweite Gelbe Karte sah und somit des Feldes verwiesen wurde, nahm der Druck auf das polnische Tor massiv zu. Nachdem in der 90. Minute Klose und Ballack jeweils nur die Latte trafen, war es Neuville, dem in der 90. +1 Minute das Tor gelang, was durch den Sieg Ecuadors am folgenden Tag das WM-Aus für Polen bedeutete.
Im dritten Spiel gegen das zu diesem Zeitpunkt ebenfalls ausgeschiedene Costa Rica bemühte sich Polen zwar um Wiedergutmachung für das vorzeitige WM-Aus, das Spiel der polnischen Mannschaft erinnerte jedoch stark an die beiden vorangegangenen Spiele. Am Ende konnte die polnische Mannschaft ein eher schwaches Spiel durch die Tore von Bartosz Bosacki mit 2:1 (1:1) gewinnen und schied in der Gruppe A als Dritter (3 Spiele, 1 Sieg und 2 Niederlagen, 2:4 Tore (−2), 3 Punkte) vor Costa Rica mit drei Punkten Rückstand auf den für das Achtelfinale qualifizierenden zweiten Platz aus.

### Fußball-Weltmeisterschaft 2018 in Russland

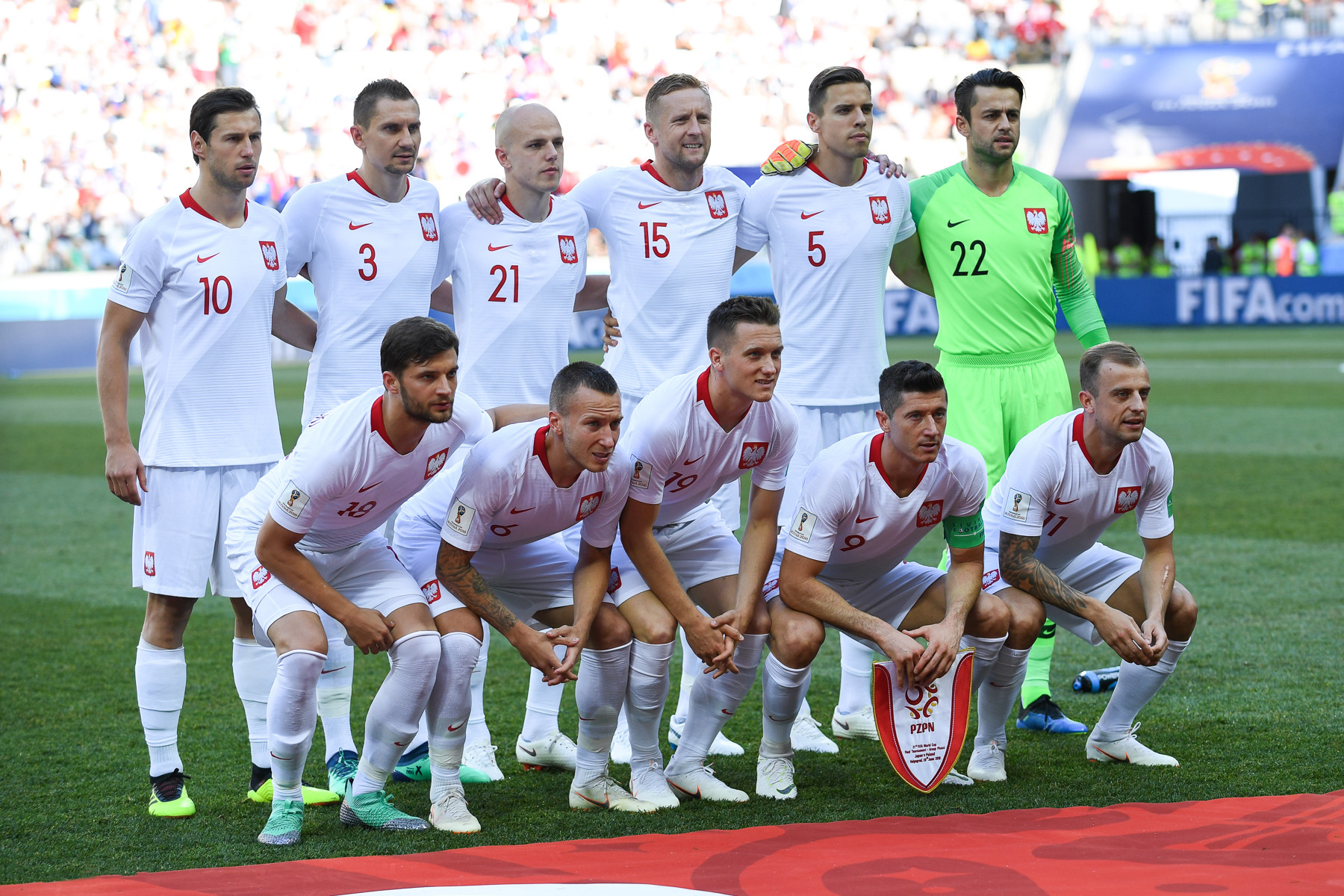
Polnische Fußballnationalmannschaft vor dem Spiel mit Japan

Nach 12 Jahren gelang Polen erstmals wieder die Qualifikation für ein WM-Endturnier. In der Qualifikation hatte man sich als Gruppensieger mit nur einer Niederlage vor Dänemark direkt durchgesetzt. In Russland traf Polen in Gruppe H auf Kolumbien, Japan und Senegal. Nach der Auslosung galt Polen um Robert Lewandowski neben Kolumbien als Favorit auf die Qualifikation fürs Achtelfinale. Bereits im ersten Spiel unterlag Polen Senegal mit 1:2 (0:1). Nach einer weiteren Niederlage am 2. Spieltag gegen Kolumbien, war Polen bereits vor dem letzten Spieltag ausgeschieden. Das letzte Spiel gegen Japan konnte mit 1:0 (0:0) durch ein Tor von Jan Bednarek gewonnen werden, dennoch beendete Polen die Gruppenphase als Gruppenletzter.

### Fußball-Weltmeisterschaft 2022 in Katar
In der Qualifikationsgruppe I setzte sich die polnische Mannschaft gegen Albanien, Andorra, Ungarn und San Marino durch und erreichte hinter England den zweiten Platz.
Im Zuge des russischen Krieges gegen die Ukraine verweigerte der polnische Verband das Play-off-Halbfinale gegen das russische Team, welches anschließend gänzlich vom Wettbewerb ausgeschlossen wurde. Polen erhielt hierfür ein Freilos und konnte sich im entscheidenden Spiel gegen Schweden mit 2:0 durchsetzen und die Teilnahme am Turnier in Katar sichern. Hier hießen die Gruppengegner Mexiko, Saudi-Arabien und Argentinien. Des Weiteren wurde Maciej Rybus aufgrund seiner Tätigkeit in Russland für die Weltmeisterschaft aus der Mannschaft ausgeschlossen. In Katar folgten einem torlosen Remis gegen Mexiko ein 2:0-Sieg gegen Saudi-Arabien und eine 0:2-Niederlage gegen Argentinien, wodurch sich Polen als Gruppenzweiter für das Achtelfinale qualifizierten konnte, in welchem sie jedoch 1:3 gegen Frankreich verloren.

## Teilnahme Polens an der Fußball-Europameisterschaft
Polen nahm fünfmal an der Endrunde zur Europameisterschaft teil.
| Jahr | Gastgeberland           | Teilnahme bis …    | Letzte(r) Gegner | Ergebnis                        | Trainer                             | Bemerkungen und Besonderheiten |
| ---- | ----------------------- | ------------------ | ---------------- | ------------------------------- | ----------------------------------- | --- |
| 1960 | Frankreich              | nicht qualifiziert |                  |                                 | Jean Prouff                         | Polen scheiterte im Achtelfinale der Qualifikation an Spanien. |
| 1964 | Spanien                 | nicht qualifiziert |                  |                                 | Czesław Krug                        | Polen scheiterte in der Vorrunde der Qualifikation an Nordirland |
| 1968 | Italien                 | nicht qualifiziert |                  |                                 | Michał Matyas                       | In der Qualifikation traf Polen auf Frankreich, Belgien sowie Luxemburg und qualifizierte sich als Gruppendritter nicht für die Europameisterschaft. |
| 1972 | Belgien                 | nicht qualifiziert |                  |                                 | Ryszard Koncewicz/ Kazimierz Górski | In der Qualifikation traf Polen auf den späteren Europameister Deutschland, die Türkei sowie Albanien und qualifizierte sich als Gruppenzweiter nicht für die Europameisterschaft. |
| 1976 | Jugoslawien             | nicht qualifiziert |                  |                                 | Kazimierz Górski                    | In der Qualifikation traf Polen auf die Niederlande, Italien sowie Finnland und qualifizierte sich als Gruppenzweiter nicht für die Europameisterschaft. |
| 1980 | Italien                 | nicht qualifiziert |                  |                                 | Ryszard Kulesza/ Jacek Gmoch        | In der Qualifikation traf Polen auf die Niederlande, die DDR, die Schweiz sowie Island und qualifizierte sich als Gruppenzweiter nicht für die Europameisterschaft. |
| 1984 | Frankreich              | nicht qualifiziert |                  |                                 | Antoni Piechniczek                  | In der Qualifikation traf Polen auf Portugal, die Sowjetunion sowie Finnland und qualifizierte sich als Gruppendritter nicht für die Europameisterschaft. |
| 1988 | Deutschland             | nicht qualifiziert |                  |                                 | Wojciech Łazarek                    | In der Qualifikation traf Polen auf den späteren Europameister Niederlande, Ungarn, Griechenland sowie Zypern und qualifizierte sich als Gruppenvierter nicht für die Europameisterschaft. |
| 1992 | Schweden                | nicht qualifiziert |                  |                                 | Andrzej Strejlau                    | In der Qualifikation traf Polen auf England, Irland sowie auf die Türkei und qualifizierte sich als Gruppendritter nicht für die Europameisterschaft. |
| 1996 | England                 | nicht qualifiziert |                  |                                 | Henryk Apostel                      | In der Qualifikation traf Polen auf Frankreich, Rumänien, die Slowakei, Israel sowie Aserbaidschan und qualifizierte sich als Gruppenvierter nicht für die Europameisterschaft. |
| 2000 | Belgien und Niederlande | nicht qualifiziert |                  |                                 | Janusz Wójcik                       | In der Qualifikation traf Polen auf England, Schweden, Bulgarien sowie Luxemburg und qualifizierte sich als Gruppendritter nicht für die Europameisterschaft. |
| 2004 | Portugal                | nicht qualifiziert |                  |                                 | Paweł Janas                         | In der Qualifikation traf Polen auf Schweden, Ungarn, Lettland sowie San Marino und qualifizierte sich als Gruppendritter nicht für die Europameisterschaft. |
| 2008 | Österreich und Schweiz  | Vorrunde           | Kroatien         | 0:1 (0:0)                       | Leo Beenhakker                      | In der Qualifikation traf Polen auf Portugal, Serbien, Finnland, Belgien, Kasachstan, Armenien sowie Aserbaidschan und qualifizierte sich als Gruppensieger. |
| 2012 | Polen und Ukraine       | Vorrunde           | Tschechien       | 0:1 (0:0)                       | Franciszek Smuda                    | Polen war als Co-Gastgeber automatisch qualifiziert. |
| 2016 | Frankreich              | Viertelfinale      | Portugal         | 1:1 n. V. (1:1, 1:1), 3:5 i. E. | Adam Nawałka                        | In der Qualifikation traf Polen auf Weltmeister Deutschland, Irland, Georgien, Schottland sowie Gibraltar und qualifizierte sich als Gruppenzweiter. Robert Lewandowski war mit 13 Toren bester Torschütze der Qualifikation und stellte den Rekord des Nordiren David Healy aus dem Jahr 2008 ein.                                                                                              |
| 2021 | Europa                  | Vorrunde           | Schweden         | 2:3 (0:1)                       | Paulo Sousa                         | Nach einer Niederlage gegen die Slowakei, einem Remis gegen Spanien und einer Niederlage gegen Schweden wurde Polen Gruppenletzter. |
| 2024 | Deutschland             | Vorrunde           | Frankreich       | 1:1 (0:0)                       | Michał Probierz                     | In der Qualifikationsgruppe wurde Polen dritter hinter Albanien und Tschechien und verpasste damit die direkte Qualifikation. In den Play-Offs traf Polen auf Estland und qualifizierte sich für die EM. In der Vorrunde der EM verpasste Polen den Einzug ins Achtelfinale, nach einer Niederlage gegen die Niederlande, gegen Österreich und einem Remis gegen Frankreich, als Gruppenletzter. |

### Fußball-Europameisterschaft 1960 in Frankreich
Erstmals nahm Polen 1960 an einer Europameisterschaft teil. In den ersten beiden Spielen im Achtelfinale verlor man gegen Spanien und konnte sich daher nicht für die Endrunde in Frankreich qualifizieren. Allerdings ist nicht ganz klar, ob die Spiele bis einschließlich des Vierfinalspiels als Qualifikation gegolten haben.

### Fußball-Europameisterschaft 2008 in Österreich und der Schweiz

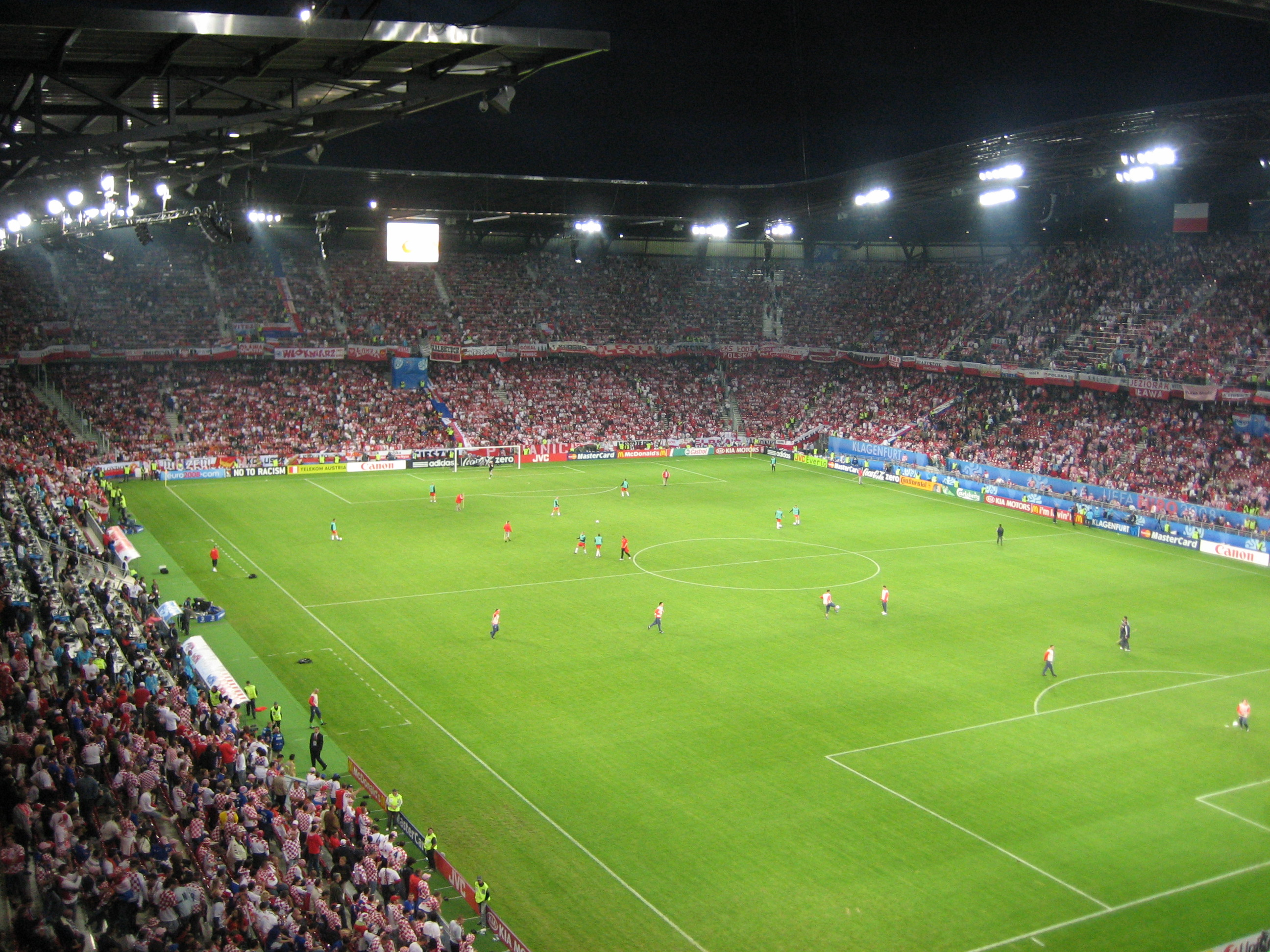
Blick ins Klagenfurter Wörthersee Stadion in der Halbzeitpause des EM-Spiels Polen – Kroatien am 16. Juni 2008

Polen qualifizierte sich zum ersten Mal überhaupt für eine Europameisterschaft. In der einzigen Gruppe mit acht Mannschaften – in allen anderen Gruppen waren nur sieben vertreten – wurde Polen Gruppensieger noch vor dem amtierenden WM-Vierten und Vizeeuropameister Portugal. Polen reiste mit dem Slogan …bo liczy się sport i dobra zabawa! zur EM. Übersetzt heißt der Slogan …weil Sport und echter Spaß zählen! Polen spielte im Verlauf der Vorrunde in der Gruppe B gegen den WM-Dritten Deutschland, den Co-Gastgeber Österreich und Kroatien. Nach einer 0:2-Niederlage gegen die deutsche Elf, für die Lukas Podolski beide Tore erzielte, erreichte man gegen Österreich ein 1:1 durch ein Tor von Roger Guerreiro. Den österreichischen Ausgleich musste die Mannschaft durch einen Elfmeter in der Nachspielzeit hinnehmen, den Ivica Vastić verwandelte. Nach der 0:1-Niederlage im letzten Spiel gegen die schon als Gruppensieger feststehenden Kroaten, die mit einer B-Elf antraten, beendete Polen die Gruppenphase an vierter und letzter Stelle und schied somit aus.

### Fußball-Europameisterschaft 2012 in Polen und der Ukraine
Als Co-Gastgeber musste sich Polen nicht für die EM 2012 qualifizieren. In der Vorrunde trafen die Polen im Eröffnungsspiel auf Griechenland, danach auf Russland und Tschechien. Zwar gelang Robert Lewandowski im Eröffnungsspiel das erste Tor der EM, doch nachdem dieses Spiel ebenso wie das zweite gegen Russland 1:1 endete und Polen das dritte Spiel gegen Tschechien mit 0:1 verlor, schied die Mannschaft bereits nach der Gruppenphase aus.

### Fußball-Europameisterschaft 2016 in Frankreich

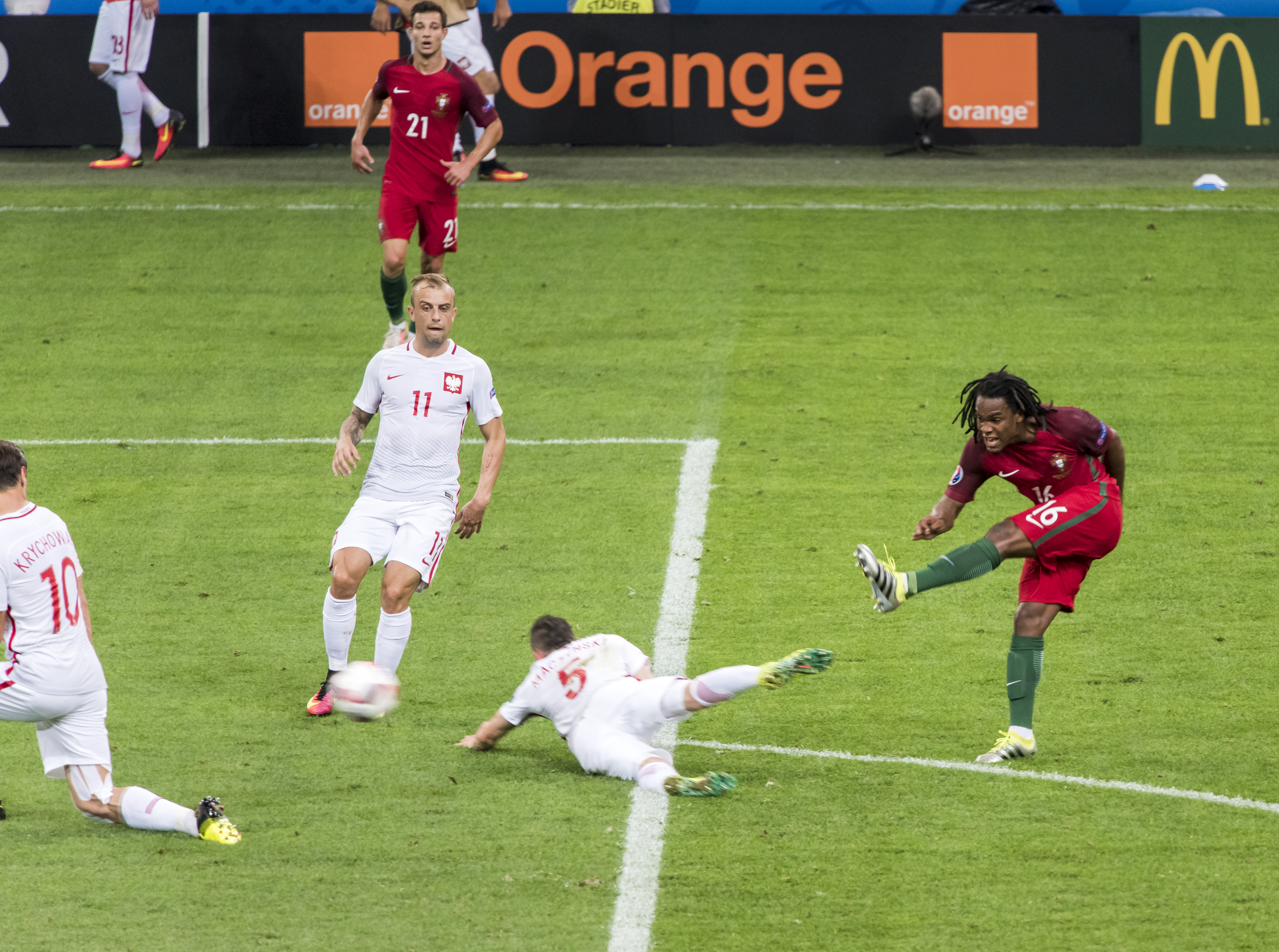
Polen spielt mit Portugal

Die Qualifikation beendete Polen hinter Deutschland als Gruppenzweiter vor Irland, Schottland, Georgien und dem erstmals teilnehmenden Gibraltar. Damit qualifizierte sich Polen erneut für die Endrunde.
In der Gruppenphase des Turniers schlug die polnische Nationalmannschaft die Ukraine und Nordirland jeweils mit einem 1:0. Gegen die DFB-Elf kam es zu einem Remis (0:0). Damit erreichte Polen punktgleich mit Deutschland aufgrund der Tordifferenz als Gruppenzweiter das Achtelfinale, wo die Schweiz im Elfmeterschießen bezwungen wurde. Granit Xhaka traf als einziger Schütze nicht, sondern schoss seinen Elfmeter links neben das Tor. Polen schied im Viertelfinale nach einem weiteren Elfmeterschießen gegen den späteren Europameister Portugal aus dem Turnier aus. Jakub Błaszczykowski scheiterte mit dem vierten Elfmeter an Rui Patrício.

### Fußball-Europameisterschaft 2021
Am 13. Oktober 2019 sicherte sich Polen die Qualifikation zur Fußball-Europameisterschaft 2021 durch einen 2:0-Heimsieg gegen Nordmazedonien. Polen schied nach einer Niederlage gegen die Slowakei, einem Remis gegen Spanien und einer Niederlage gegen Schweden nach der Gruppenphase aus.

## Erfolge bei den Olympischen Sommerspielen
| 1908 in London       | nicht teilgenommen, der Verband wurde erst 1919 gegründet               |
| 1912 in Stockholm    | nicht teilgenommen, der Verband wurde erst 1919 gegründet               |
| 1920 in Antwerpen    | nicht teilgenommen, der Verband wurde erst 1923 in die FIFA aufgenommen |
| 1924 in Paris        | Qualifikation                                                           |
| 1928 in Amsterdam    | nicht teilgenommen                                                      |
| 1936 in Berlin       | 4. Platz                                                                |
| 1948 in London       | nicht angetreten, vom poln. Verband zurückgezogen                       |
| 1952 in Helsinki     | Achtelfinale                                                            |
| 1956 in Melbourne    | nicht teilgenommen                                                      |
| 1960 in Rom          | Vorrunde                                                                |
| 1964 in Tokio        | nicht qualifiziert                                                      |
| 1968 in Mexiko-Stadt | nicht qualifiziert                                                      |
| 1972 in München      | Olympiasieger                                                           |
| 1976 in Montreal     | Zweiter                                                                 |
| 1980 in Moskau       | nicht qualifiziert                                                      |
| 1984 in Los Angeles  | Boykott                                                                 |
| 1988 in Seoul        | nicht qualifiziert                                                      |
| 1992 in Barcelona    | Zweiter                                                                 |

### Olympische Sommerspiele 1972 in München
Das olympische Fußballturnier von 1972 fand vom 26. August bis zum 10. September statt. Die Auslosung der Vorrunde ergab, dass die polnische Mannschaft gegen einen der Mitfavoriten gleich in der Vorrunde antreten musste. Die ersten Gegner Kolumbien und Ghana wurden locker mit 5:1 und 4:0 bezwungen. Das entscheidende Spiel um den Einzug in die zweite Gruppenphase folgte am letzten Spieltag gegen die DDR. Polen gewann mit 2:1 durch zwei Tore von Innenverteidiger Jerzy Gorgoń bei einem Gegentreffer von Joachim Streich. Die zweite Finalrunde brachte dann eine Enttäuschung im ersten Spiel. Polen kam über ein 1:1 gegen Dänemark nicht hinaus, konnte dann jedoch im zweiten Spiel den großen Favoriten Sowjetunion mit 2:1 bezwingen. Im letzten Spiel gewann Polen dann mit 5:0 gegen Marokko und zog ins Finale ein. Im Finale bezwang Polen die ungarische Mannschaft mit 2:1. Kurz vor der Halbzeit waren die Ungarn durch Varadi mit 1:0 in Führung gegangen. Kazimierz Deyna brachte dann bereits in der 47. Minute mit dem Ausgleich die Wende und besorgte selbst den Siegtreffer in der 68. Minute. Der Olympiasieg von München 1972 war der erste große Erfolg in der Geschichte des polnischen Fußballs.

### Olympische Sommerspiele 1976 in Montreal
Der legendäre Trainer Kazimierz Górski saß bei diesem Turnier zum letzten Mal auf der polnischen Trainerbank. Als Olympiasieger von 1972 und WM-Dritter von 1974 war die polnische Mannschaft der Topfavorit auf den erneuten Gewinn der Goldmedaille. So war es natürlich keine Überraschung, dass die Mannschaft sich erneut bis ins Finale vorspielte. Doch diesmal war die DDR-Mannschaft des Trainers Georg Buschner die Stärkere. Die polnische Mannschaft trat wieder mit großer Spielkultur auf, doch hatte die Stürmer die Durchschlagskraft der letzten Jahre verlassen und die DDR gewann mit 3:1. Der Gewinn der Silbermedaille gehört dennoch zu den historischen großen Erfolgen des polnischen Fußballs.

### Olympische Sommerspiele 1992 in Barcelona
Die ersten Olympischen Spiele nach der politischen Wende in Europa brachten für die polnischen Fußballfans eine nie erwartete Überraschung. Jetzt traten nicht mehr die Staatsamateure an, sondern eine Juniorenmannschaft, die Hoffnung für die Zukunft machte. Der spätere Nationaltrainer Janusz Wójcik hatte junge talentierte Spieler zur Verfügung, die in den ersten Runden viel stärker eingeschätzte Gegner wie Italien und Australien ausschaltete. Star dieser Mannschaft war der junge Mittelstürmer Andrzej Juskowiak, der Torschützenkönig des Turniers wurde und die Mannschaft ins Finale schoss. Gegen Gastgeber Spanien verloren sie dann äußerst unglücklich in einem dramatischen Finale mit 2:3. Dennoch ist der Gewinn der Silbermedaille der größte Erfolg seit den legendären Siegen der 1970er Jahre.

## UEFA Nations League
- 2018/19: Liga A, 3. Platz mit 2 Remis und 2 Niederlagen (Abstieg durch Ligaaufstockung vermieden)
- 2020/21: Liga A, 3. Platz mit 2 Siegen, 1 Remis und 3 Niederlagen
- 2022/23: Liga A, 3. Platz mit 2 Siegen, 1 Remis und 3 Niederlagen
- 2024/25: Liga A, 4. Platz mit 1 Sieg, 1 Remis und 4 Niederlagen

## Länderspiele der letzten 24 Monate
| Datum         | Spielort    | Gegner      | Ergebnis            | Art des Spiels        | Torschützen für Polen                                                                  |
| ------------- | ----------- | ----------- | ------------------- | --------------------- | -------------------------------------------------------------------------------------- |
| 16. Juni 2023 | Warschau () | Deutschland | 1:0 (1:0)           | Freundschaftsspiel    | Kiwior (31.)                                                                           |
| 20. Juni 2022 | Chișinău () | Moldau      | 2:3 (0:2)           | EM-2024-Qualifikation | Milik (12.), Lewandowski (34.)                                                         |
| 7. Sep. 2023  | Warschau () | Färöer      | 2:0 (0:0)           | EM-2024-Qualifikation | Lewandowski (73. ET, 83.)                                                              |
| 10. Sep. 2023 | Tirana ()   | Albanien    | 0:2 (0:1)           | EM-2024-Qualifikation |                                                                                        |
| 12. Okt. 2023 | Tórshavn () | Färöer      | 2:0 (1:0)           | EM-2024-Qualifikation | S. Szymański (4.), Buksa (65.)                                                         |
| 15. Okt. 2023 | Warschau () | Moldau      | 1:1 (0:1)           | EM-2024-Qualifikation | Świderski (53.)                                                                        |
| 17. Nov. 2023 | Warschau () | Tschechien  | 1:1 (1:0)           | EM-2024-Qualifikation | Piotrowski (38.)                                                                       |
| 21. Nov. 2023 | Warschau () | Lettland    | 2:0 (1:0)           | Freundschaftsspiel    | Frankowski (7.), Lewandowski (49.)                                                     |
| 21. März 2024 | Warschau () | Estland     | 5:1 (1:0)           | EM-2024-Qualifikation | Frankowski (22.), Zieliński (50.), Piotrowski (70.), Mets (74. ET), S. Szymański (77.) |
| 26. März 2024 | Cardiff ()  | Wales       | 0:0 n. V. 5:4 i. E. | EM-2024-Qualifikation |                                                                                        |
| 7. Juni 2024  | Warschau () | Ukraine     | 3:1 (3:1)           | Freundschaftsspiel    | Walukiewicz (11.), Zieliński (16.), Romanczuk (30.)                                    |
| 10. Juni 2024 | Warschau () | Türkei      | 2:1 (1:0)           | Freundschaftsspiel    | Świderski (12.), Zalewski (90.)                                                        |
| 16. Juni 2024 | Hamburg ()  | Niederlande | 1:2 (1:1)           | EM-2024-Vorrunde      | Buksa (16.)                                                                            |
| 21. Juni 2024 | Berlin ()   | Österreich  | 1:3 (1:1)           | EM-2024-Vorrunde      | Piątek (30.)                                                                           |
| 25. Juni 2024 | Dortmund () | Frankreich  | 1:1 (0:0)           | EM-2024-Vorrunde      | Lewandowski (79.)                                                                      |
| 5. Sep. 2024  | Glasgow ()  | Schottland  | 3:2 (2:0)           | Nations League        | Szymański (8.), Lewandowski (44. ET), Zalewski (90. +7 ET)                             |
| 8. Sep. 2024  | Osijek ()   | Kroatien    | 0:1 (0:0)           | Nations League        |                                                                                        |
| 12. Okt. 2024 | Warschau () | Portugal    | 1:3 (0:2)           | Nations League        | Zieliński (78.)                                                                        |
| 15. Okt. 2024 | Warschau () | Kroatien    | 3:3 (2:3)           | Nations League        | Zieliński (5.), Zalewski (45.), Szymański (68.)                                        |
| 15. Nov. 2024 | Porto ()    | Portugal    | 1:5 (0:0)           | Nations League        | Marczuk (88.)                                                                          |
| 18. Nov. 2024 | Warschau () | Schottland  | 1:2 (0:1)           | Nations League        | Piątkowski (59.)                                                                       |
| 21. März 2025 | Warschau () | Litauen     | 1:0 (0:0)           | WM-Qualifikation      | Lewandowski (81.)                                                                      |
| 24. März 2025 | Warschau () | Malta       | 2:0 (1:0)           | WM-Qualifikation      | Świderski (27., 51.)                                                                   |

## Aktueller Kader
Folgende 26 Spieler wurden in den polnischen Kader für die Fußball-Europameisterschaft 2024 berufen:
- Stand: 25. Juni 2024 (nach dem Länderspiel gegen Frankreich)

| Position    | Nr.                   | Name                   | Verein                 | Geburts- datum | Länderspiel- einsätze | Länderspiel- tore | Debüt      | Letzter Einsatz |
| ----------- | --------------------- | ---------------------- | ---------------------- | -------------- | --------------------- | ----------------- | ---------- | --------------- |
| Tor         |                       |                        |                        |                |                       |                   |            |                 |
| 22          | Marcin Bułka          | OGC Nizza              | 04.10.1999             | 1              | 0                     | 2023              | 21.11.2023 |                 |
| 12          | Łukasz Skorupski      | FC Bologna             | 05.05.1991             | 11             | 0                     | 2012              | 25.06.2024 |                 |
| 01          | Wojciech Szczęsny     | Juventus Turin         | 18.04.1990             | 84             | 0                     | 2009              | 21.06.2024 |                 |
| Abwehr      |                       |                        |                        |                |                       |                   |            |                 |
| 05          | Jan Bednarek          | FC Southampton         | 12.04.1996             | 60             | 1                     | 2017              | 25.06.2024 |                 |
| 18          | Bartosz Bereszyński   | FC Empoli              | 12.07.1992             | 56             | 0                     | 2013              | 16.06.2024 |                 |
| 14          | Jakub Kiwior          | FC Arsenal             | 15.02.2000             | 26             | 1                     | 2022              | 25.06.2024 |                 |
| 15          | Tymoteusz Puchacz     | 1. FC Kaiserslautern   | 23.01.1999             | 14             | 0                     | 2021              | 07.06.2024 |                 |
| 02          | Bartosz Salamon       | Lech Posen             | 01.05.1991             | 15             | 0                     | 2013              | 16.06.2024 |                 |
| 03          | Paweł Dawidowicz      | Hellas Verona          | 20.05.1995             | 13             | 0                     | 2015              | 25.06.2024 |                 |
| 04          | Sebastian Walukiewicz | FC Empoli              | 05.04.2000             | 4              | 1                     | 2020              | 07.06.2024 |                 |
| Mittelfeld  |                       |                        |                        |                |                       |                   |            |                 |
| 19          | Przemysław Frankowski | RC Lens                | 12.04.1995             | 44             | 3                     | 2018              | 25.06.2024 |                 |
| 11          | Kamil Grosicki        | Pogoń Stettin          | 08.06.1988             | 94             | 17                    | 2008              | 21.06.2024 |                 |
|             | Michał Skóraś         | FC Brügge              | 15.02.2000             | 9              | 0                     | 2022              | 25.06.2024 |                 |
| 20          | Sebastian Szymański   | Fenerbahçe Istanbul    | 10.05.1999             | 36             | 3                     | 2019              | 25.06.2024 |                 |
| 17          | Damian Szymański      | AEK Athen              | 16.06.1995             | 18             | 2                     | 2018              | 10.06.2024 |                 |
| 10          | Piotr Zieliński       | SSC Neapel             | 20.05.1994             | 93             | 12                    | 2013              | 25.06.2024 |                 |
| 08          | Jakub Moder           | Brighton & Hove Albion | 07.04.1999             | 26             | 2                     | 2020              | 25.06.2024 |                 |
| 21          | Nicola Zalewski       | AS Rom                 | 23.01.2002             | 21             | 1                     | 2021              | 25.06.2024 |                 |
| 24          | Bartosz Slisz         | Atlanta United         | 29.03.1999             | 11             | 0                     | 2021              | 21.06.2024 |                 |
| 06          | Jakub Piotrowski      | Ludogorez Rasgrad      | 04.10.1997             | 8              | 2                     | 2023              | 21.06.2024 |                 |
| 13          | Taras Romanczuk       | Jagiellonia Białystok  | 14.11.1991             | 4              | 1                     | 2018              | 16.06.2024 |                 |
| 26          | Kacper Urbański       | FC Bologna             | 07.11.2004             | 5              | 0                     | 2024              | 25.06.2024 |                 |
| Sturm       | 09                    | Robert Lewandowski     | FC Barcelona           | 21.08.1988     | 152                   | 83                | 2008       | 25.06.2024      |
| Sturm       | 23                    | Krzysztof Piątek       | Istanbul Başakşehir FK | 01.07.1995     | 30                    | 12                | 2018       | 21.06.2024      |
| Sturm       | 07                    | Karol Świderski        | Hellas Verona          | 23.01.1997     | 34                    | 11                | 2021       | 25.06.2024      |
| Sturm       | 16                    | Adam Buksa             | Antalyaspor            | 12.07.1996     | 17                    | 7                 | 2021       | 21.06.2024      |
| Trainerstab | Trainer               | Michal Probierz        |                        |                |                       |                   |            |                 |

## Länderspielbilanzen
Polen hat folgende Bilanzen gegen andere Nationalmannschaften (mindestens zehn Spiele; Stand: 24. März 2025).
| Land         | Sp. | S  | U  | N  | Torverhältnis | Tordifferenz | Wichtige Begegnungen |
| ------------ | --- | -- | -- | -- | ------------- | ------------ | --- |
| Albanien     | 15  | 10 | 3  | 2  | 20:10         | +7           | EM-Qualifikation 1972, 2024, WM-Qualifikation 1986, 1990, 2022 |
| Argentinien  | 11  | 3  | 2  | 6  | 12:18         | −6           | WM-Vorrunde 1974, WM-Zwischenrunde 1978 |
| Belgien      | 21  | 7  | 6  | 8  | 27:27         | +1           | EM-Qualifikation 1968, 2008, WM-Zwischenrunde 1982, WM-Qualifikation 1986; UEFA Nations League 2022/23                                                                                       |
| Brasilien    | 12  | 1  | 2  | 9  | 19:37         | −18          | WM-Achtelfinale 1938, 1986, WM-Spiel um Platz 3 1974, WM-Zwischenrunde 1978 |
| Bulgarien    | 25  | 12 | 8  | 5  | 47:30         | +16          | WM-Qualifikation 1970, Qualifikation für die Olympischen Spiele 1972, EM-Qualifikation 2000                                                                                                  |
| ČSSR         | 19  | 4  | 5  | 10 | 27:43         | −16          | WM-Qualifikation 1934 |
| Dänemark     | 23  | 8  | 2  | 13 | 38:49         | −11          | Höchste Niederlage, Achtelfinale der Olympischen Sommerspiele 1952, Vorrunde der Olympischen Sommerspiele 1960, Zwischenrunde der Olympischen Sommerspiele 1972, WM-Qualifikation 1978, 2018 |
| Deutschland  | 22  | 2  | 7  | 13 | 12:34         | −21          | EM-Qualifikation 1972, 2016, WM-Zwischenrunde 1974, WM-Vorrunde 1978, 2006, EM-Vorrunde 2008, 2016                                                                                           |
| DDR          | 19  | 9  | 4  | 6  | 26:27         | −1           | Vorrunde der Olympischen Sommerspiele 1972, Finale der Olympischen Sommerspiele 1976, EM-Qualifikation 1980, WM-Qualifikation 1982                                                           |
| England      | 21  | 1  | 8  | 12 | 13:33         | −20          | WM-Qualifikation 1974, 1990, 1994, 1998, 2006, 2014, 2022, WM-Vorrunde 1986, EM-Qualifikation 1992, 2000                                                                                     |
| Estland      | 10  | 8  | 1  | 1  | 23:5          | +18          | EM-Qualifikation 2024 |
| Finnland     | 32  | 21 | 8  | 3  | 81:29         | +49          | WM-Qualifikation 1958, 1966, Qualifikation zu den Olympischen Sommerspielen 1960, EM-Qualifikation 1976, 1984, 2008                                                                          |
| Frankreich   | 18  | 3  | 6  | 9  | 20:31         | −11          | EM-Qualifikation 1968, 1996, EM-Vorrunde 2024, WM-Achtelfinale 2022, Spiel um Platz 3 1982                                                                                                   |
| Griechenland | 17  | 10 | 4  | 3  | 30:12         | +18          | WM-Qualifikation 1986, EM-Qualifikation 1988, EM-Vorrunde 2012 |
| Irland       | 28  | 11 | 11 | 6  | 44:30         | +14          | EM-Qualifikation 1992, 2016 |
| Israel       | 13  | 7  | 4  | 2  | 28:15         | +8           | EM-Qualifikation 1996, 2021 |
| Italien      | 18  | 3  | 8  | 7  | 10:23         | −11          | WM-Qualifikation 1966, 1998, WM-Vorrunde 1974, 1982, EM-Qualifikation 1976, WM-Halbfinale 1982, UEFA Nations League 2018/19 und 2020/21                                                      |
| Jugoslawien  | 19  | 6  | 4  | 9  | 39:46         | 0            | WM-Qualifikation 1938, 1962, WM-Vorrunde 1974 |
| Lettland     | 16  | 12 | 2  | 2  | 42:15         | +27          | EM-Qualifikation 2004 |
| Litauen      | 12  | 6  | 4  | 2  | 18:8          | +9           | bisher nur Freundschaftsspiele |
| Niederlande  | 20  | 3  | 7  | 10 | 20:30         | −10          | WM-Qualifikation 1970, 1994, EM-Vorrunde 2024, EM-Qualifikation 1976, 1980, 1988; UEFA Nations League 2020/21/Liga A, 2022/23                                                                |
| Nordirland   | 10  | 4  | 2  | 4  | 14:13         | +1           | WM-Qualifikation 2006, 2010, EM-Qualifikation 1964, EM-Vorrunde 2016 |
| Norwegen     | 19  | 12 | 3  | 4  | 58:26         | +32          | Spiel um Platz 3 bei den Olympischen Sommerspielen 1936, WM-Qualifikation 1994, 2002 |
| Österreich   | 11  | 5  | 2  | 4  | 20:20         | ±0           | WM-Qualifikation 2006; EM-Vorrunde 2008, 2024, EM-Qualifikation 2021 |
| Portugal     | 15  | 3  | 5  | 7  | 15:26         | −7           | WM-Vorrunde 1986, 2002, WM-Qualifikation 1978, EM-Qualifikation 1984, 2008, EM-Viertelfinale 2016, UEFA Nations League 2018/19, 2024/24                                                      |
| Rumänien     | 36  | 7  | 15 | 14 | 57:56         | +1           | EM-Qualifikation 1996, WM-Qualifikation 2018 |
| Schottland   | 13  | 4  | 6  | 3  | 19:18         | +2           | WM-Qualifikation 1966, EM-Qualifikation 2016, UEFA Nations League 2024/25 |
| Schweden     | 28  | 9  | 4  | 15 | 41:59         | −18          | WM-Zwischenrunde 1974, WM-Qualifikation 1990, 2022, EM-Qualifikation 2000, 2004, EM-Vorrunde 2021                                                                                            |
| Schweiz      | 11  | 4  | 6  | 1  | 21:12         | +9           | EM-Qualifikation 1980, EM-Achtelfinale 2016 |
| Sowjetunion  | 14  | 3  | 3  | 8  | 11:27         | −16          | WM-Qualifikation 1958, Qualifikation für die Olympischen Spiele 1968, Zwischenrunde der Olympischen Sommerspiele 1972, WM-Zwischenrunde 1982, EM-Qualifikation 1984                          |
| Spanien      | 11  | 1  | 2  | 8  | 9:28          | −19          | EM-Achtelfinale 1960, EM-Vorrunde 2021 |
| Türkei       | 18  | 12 | 3  | 3  | 41:13         | +28          | EM-Qualifikation 1972, 1992, WM-Qualifikation 1994 |
| Ukraine      | 10  | 5  | 2  | 3  | 14:10         | +4           | WM-Qualifikation 2002, 2014, EM-Vorrunde 2016 |
| Ungarn       | 34  | 8  | 5  | 21 | 43:92         | −49          | Finale der Olympischen Sommerspiele 1972, EM-Qualifikation 1988, 2004, WM-Qualifikation 2022                                                                                                 |
| USA          | 17  | 7  | 3  | 7  | 36:22         | +14          | WM-Vorrunde 2002 |
| Wales        | 11  | 7  | 3  | 1  | 13:6          | +7           | WM-Qualifikation 1974, 2002, 2006, UEFA Nations League 2023/24, EM-Qualifikation 2024 |

- grüner Hintergrund = Bilanz positiv (Anzahl der Siege höher als die der Niederlagen)
- gelber Hintergrund = Bilanz ausgeglichen
- roter Hintergrund = Bilanz negativ (Anzahl der Niederlagen höher als die der Siege)
- kursiv gesetzte Mannschaften sind nicht mehr aktiv

## Rekordhalter
| Name                 | Aktive Jahre | Länderspiele |
| -------------------- | ------------ | ------------ |
| Robert Lewandowski   | 2008–        | 158          |
| Jakub Błaszczykowski | 2006–2023    | 109          |
| Kamil Glik           | 2010–        | 103          |
| Michał Żewłakow      | 1999–2011    | 102          |
| Grzegorz Lato        | 1971–1984    | 100*         |
| Grzegorz Krychowiak  | 2008–        | 100          |
| Piotr Zieliński      | 2013–        | 99           |
| Kazimierz Deyna      | 1968–1978    | 97           |
| Jacek Krzynówek      | 1998–2009    | 96           |
| Jacek Bąk            | 1993–2008    | 96           |
| Kamil Grosicki       | 2008–        | 94           |
| Władysław Żmuda      | 1973–1986    | 91           |
| Wojciech Szczęsny    | 2009–2024    | 84           |
| Antoni Szymanowski   | 1970–1980    | 82           |
| Zbigniew Boniek      | 1976–1988    | 80           |
| Włodzimierz Lubański | 1963–1980    | 75           |
| Tomasz Wałdoch       | 1991–2002    | 74           |
| Arkadiusz Milik      | 2012–        | 73           |
| Maciej Żurawski      | 1998–2008    | 72           |
| Piotr Świerczewski   | 1992–2003    | 70           |

| Name                 | Aktive Jahre | Tore |
| -------------------- | ------------ | ---- |
| Robert Lewandowski   | 2008–        | 85   |
| Włodzimierz Lubański | 1963–1980    | 48   |
| Grzegorz Lato        | 1971–1984    | 45   |
| Kazimierz Deyna      | 1968–1978    | 41   |
| Ernst Pohl           | 1955–1964    | 39   |
| Andrzej Szarmach     | 1972–1982    | 32   |
| Gerard Cieślik       | 1947–1958    | 27   |
| Zbigniew Boniek      | 1976–1988    | 24   |
| Jakub Błaszczykowski | 2006–2023    | 21   |
| Ernst Willimowski    | 1934–1939    | 21   |
| Euzebiusz Smolarek   | 2002–2010    | 20   |
| Dariusz Dziekanowski | 1981–1990    | 20   |
| Roman Kosecki        | 1988–1995    | 19   |
| Lucjan Brychczy      | 1954–1969    | 18   |
| Kamil Grosicki       | 2008–        | 17   |
| Arkadiusz Milik      | 2012–        | 17   |
| Maciej Żurawski      | 1998–2008    | 17   |

Noch aktive Spieler werden fett angezeigt.

## Bekannte ehemalige Spieler
- Zbigniew Boniek, unumstrittener Star der 1980er Jahre und Mittelfeldmotor von Juventus Turin
- Lucjan Brychczy, Mittelfeldspieler der 1950er und 1960er Jahre
- Andrzej Buncol, Mittelfeldspieler bei der WM 1982, der auch in der Fußball-Bundesliga spielte
- Kazimierz Deyna, Kapitän der goldenen Mannschaft der 1970er Jahre
- Jan Domarski, schoss Polen mit seinem Führungstreffer gegen England im Wembley-Stadion (1:1) zur WM 1974
- Robert Gadocha, einer der besten Linksaußen Europas in den 1970er Jahren
- Jacek Gmoch, Verteidiger in den 1960er Jahren, späterer Nationaltrainer
- Jerzy Gorgoń, baumlanger Innenverteidiger der 1970er Jahre Mannschaft
- Roger Guerreiro, ein in Brasilien geborener polnischer Mittelfeldspieler
- Tomasz Hajto, ehemaliger Verteidiger vom FC Schalke 04
- Andrzej Iwan, Stürmer bei der WM 1978 und offensiver Mittelfeldspieler bei Górnik Zabrze und WM 1982, später VfL Bochum
- Werner Antoni Janik, Torwart der 1930er, 1940er und 1950er Jahre bei AKS Chorzow (Königshütte) bzw. F. V Germania Königshütte, später Vereinstrainer
- Andrzej Juskowiak, Sturmführer der 1990er Jahre. Zuletzt aktiv beim Zweitligisten FC Erzgebirge Aue. Dort beendete er ebenfalls seine aktive Karriere.
- Henryk Kasperczak, Mittelfeldspieler und späterer Erfolgstrainer
- Grzegorz Lato, Torschützenkönig der WM 1974
- Włodzimierz Lubański, galt vor der WM 1974 als der beste Spieler Polens, kam aufgrund einer Verletzung jedoch nicht zum Einsatz
- Józef Młynarczyk, Torhüter der Bronze-Mannschaft bei der WM 1982, Sieger des Europapokals der Landesmeister und Weltpokalgewinner mit dem FC Porto
- Mirosław Okoński, Mittelfeldspieler beim Hamburger SV
- Emmanuel Olisadebe, ein in Nigeria geborener polnischer Stürmer
- Henryk Reyman, bekannter Stürmer der 1920er Jahre, einer der bekanntesten ehemaligen Spieler bei Wisła Krakau
- Andrzej Rudy, Mittelfeldspieler beim 1. FC Köln
- Włodzimierz Smolarek, Linksaußen bei der WM 1982 und 1986, ab 1986 einer der populärsten Spieler bei Eintracht Frankfurt
- Andrzej Szarmach, Mittelstürmer bei der WM 1974 und 1978
- Władysław Szczepaniak, Kapitän der WM-Mannschaft von 1938
- Zygfryd Szołtysik, kongenialer Partner von Lubański, Olympiasieger von 1972
- Jan Tomaszewski, polnische Torwartlegende der 1970er Jahre
- Tomasz Wałdoch, Innenverteidiger vom FC Schalke 04 und Kapitän der Mannschaft bei der WM 2002
- Krzysztof Warzycha, Topstürmer bei Panathinaikos Athen
- Władysław Żmuda, Innenverteidiger und Rekordspieler bei Weltmeisterschaften

## Nationaltrainer seit 1971

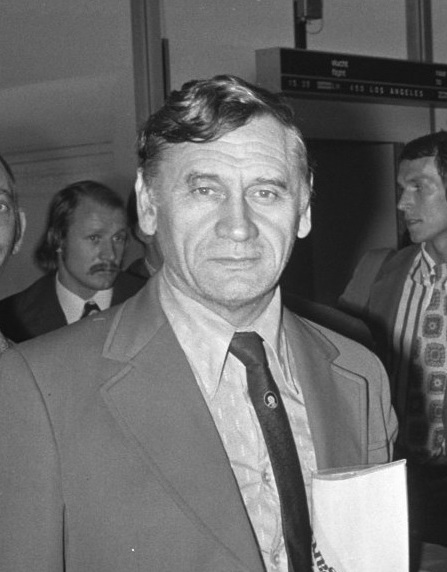
Kazimierz Górski

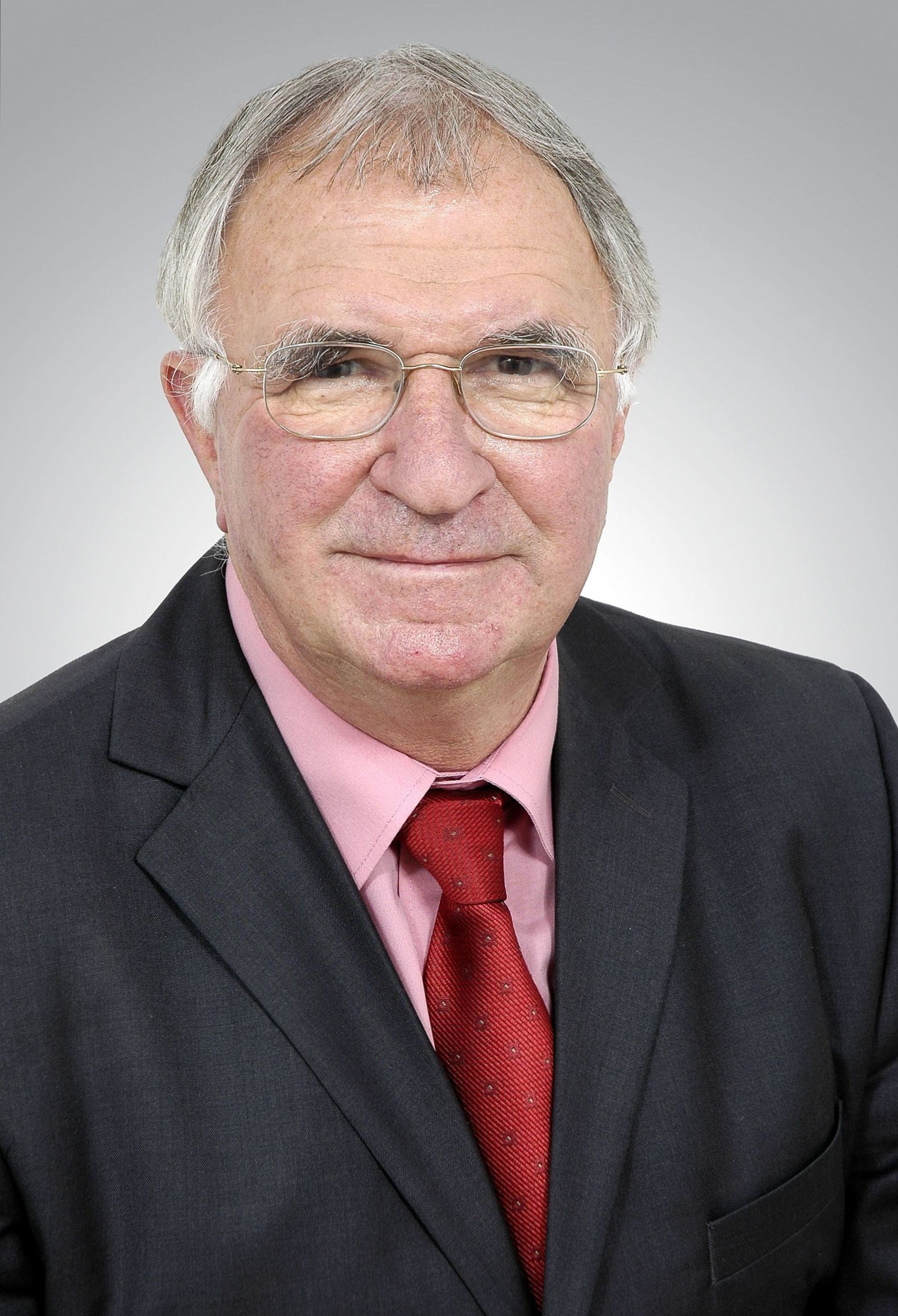
Antoni Piechniczek

- Kazimierz Górski (1971–1976), formte die beste polnische Nationalmannschaft aller Zeiten in den 1970er Jahren; Olympiasieger 1972 und WM-Dritter 1974
- Jacek Gmoch (1976–1978), Nachfolger des legendären Górski und Trainer bei der WM 1978
- Ryszard Kulesza (1978–1980)
- Antoni Piechniczek (1981–1986, 1996/1997), Trainer bei der WM 1982 und WM 1986; 1982 WM-Dritter
- Wojciech Łazarek (1986–1989)
- Andrzej Strejlau (1989–1993)
- Lesław Ćmikiewicz (1993)
- Henryk Apostel (1993–1995)
- Władysław Stachurski (1995–1996)
- Krzysztof Pawlak (1997)
- Janusz Wójcik (1997–1999)
- Jerzy Engel (2000–2002), Trainer bei der WM 2002
- Zbigniew Boniek (2002), trat bereits nach nur fünf Spielen als Trainer zurück
- Paweł Janas (2003–2006), Trainer bei der WM 2006
- Leo Beenhakker (2006–2009), Trainer bei der EM 2008
- Stefan Majewski (2009, interim)
- Franciszek Smuda (2009–2012), Trainer bei der EM 2012
- Waldemar Fornalik (2012–2013)
- Adam Nawałka (2013–2018), Trainer bei der EM 2016 und bei der WM 2018
- Jerzy Brzęczek (2018–2021)
- Paulo Sousa (2021)
- Czesław Michniewicz (2022)
- Fernando Santos (2023)
- Michał Probierz (2023–2025)
- Jan Urban (2025–)

## Trikots seit 1971
Trikots der polnischen Fußballnationalmannschaft seit 1971:
| 1971–1977 · Adidas | 1978–1980 · Adidas | 1980–1982 · Adidas | 1982–1986 · Adidas | 1986–1990 · Adidas | 1990–1991 · Adidas | 1991–1992 · Adidas |
| 1992–1994 · Lotto  | 1994–1995 · Adidas | 1995–1998 · Puma   | 1998–1999 · Nike   | 1999–2002 · Adidas | 2002–2004 · Puma   | 2004–2006 · Puma   |
| 2006–2008 · Puma   | 2008–2009 · Puma   | 2009–2012 · Nike   | 2012–2014 · Nike   | 2014–2016 · Nike   | 2016–2018 · Nike   | 2018–2020 · Nike   |
| 2020–2022 · Nike   | 2022–2024 · Nike   | Seit 2024 · Nike   |                    |                    |                    |                    |